# John Barnard (ciclista)
John Louis Barnard (Devizes, 12 de fevereiro de 1885 — Hillingdon, 22 de maio de 1977) foi um ciclista britânico que representou o Reino Unido na prova de tandem durante os Jogos Olímpicos de 1908, em Londres.